# سیلوستر ماتزولینی
سیلوستر ماتزولینی (ایتالیایی: Sylvester Mazzolini؛ ۱۴۵۶/۱۴۵۷ در پریرو – ۱۵۲۷ در رم) متخصص الهیات بود.

## نگارخانه

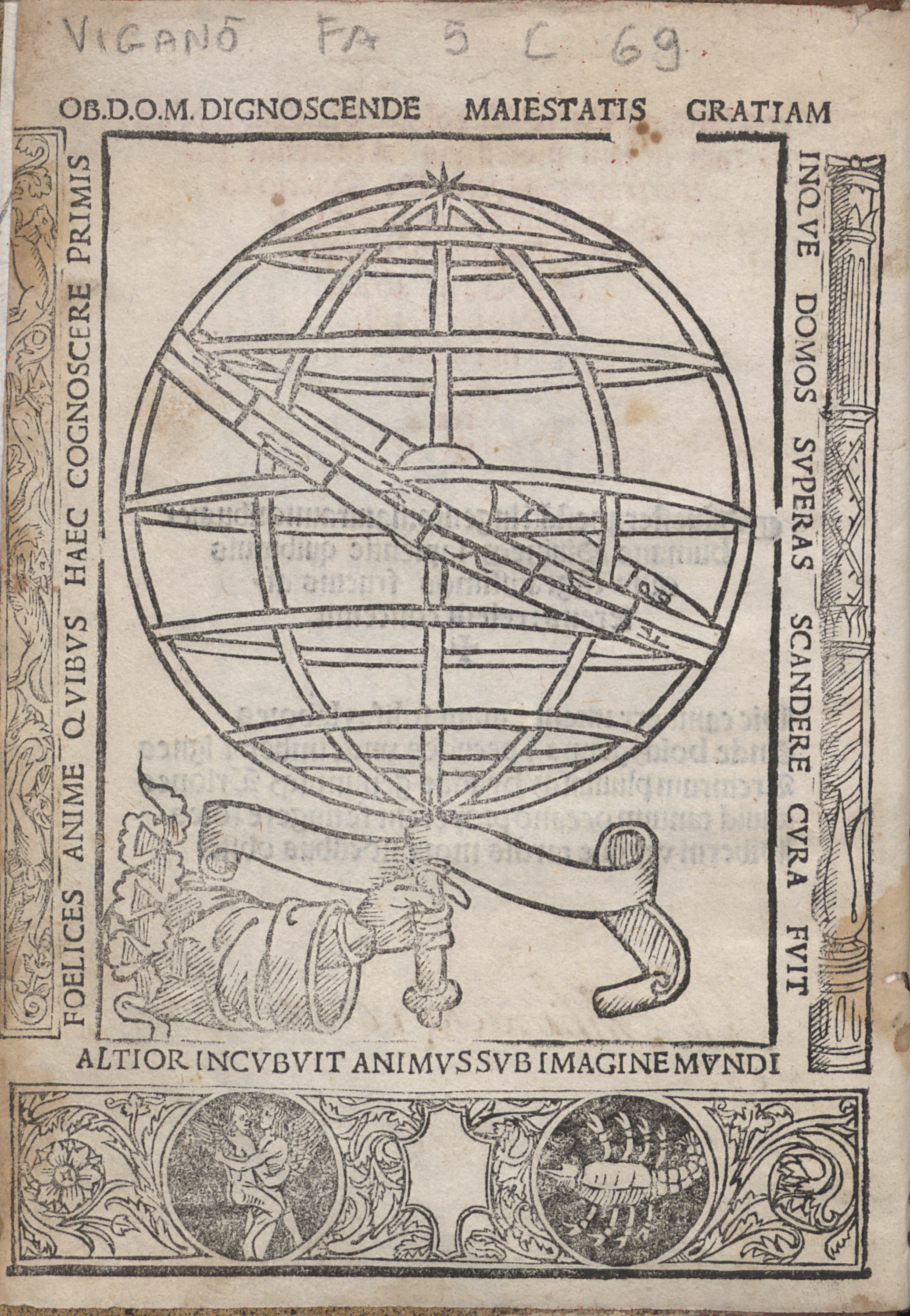
In spheram ac theoricas preclarissima commentaria, 1514
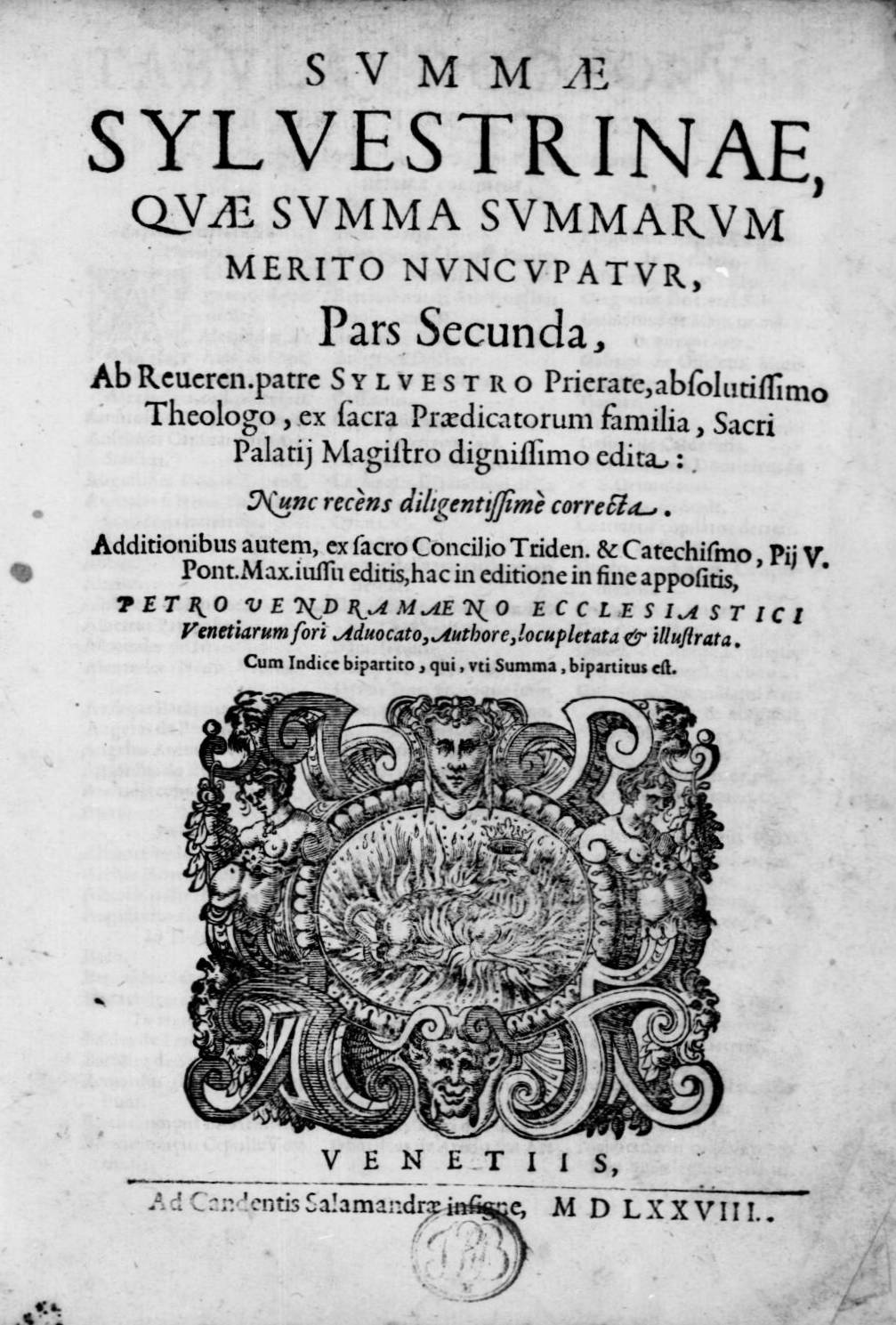
Summa summarum quae Silvestrina dicitur, 1578